# 里弗代爾公園 (加利福尼亞州)
里弗代爾公園（英語：Riverdale Park）是位於美國加利福尼亞州斯坦尼斯洛斯縣的一個人口普查指定地區。

## 地理
里弗代爾公園的座標為37°36′40″N 120°02′38″W / 37.61111°N 120.04389°W，而該地最高點為海拔高度21米（即69英尺）。

## 人口
根據2010年美國人口普查的數據，里弗代爾公園的面積為3.839平方千米，當中陸地面積為3.721平方千米，而水域面積為0.118平方千米。當地共有人口1128人，而人口密度為每平方千米293人。